# 北京贵州会馆
北京贵州会馆，位于北京市西城区和东城区，共有8座（内含一附产），是贵州省人士在北京的会馆。

## 简介
贵州在北京的会馆和其他省份在北京的会馆不同，一不是按地望划分，二均为省级会馆，是以老馆为中心，依新馆的位置而分为东馆、西馆、南馆、北馆、新馆、中馆。
- 贵州老馆：位于西城区樱桃斜街11号，地处樱桃斜街东端路北。其附近有广东肇庆、陕西三原、山西襄陵、浙江严州、广东潮州、蕉岭等地的会馆。贵州老馆建于清朝嘉庆年间，后来道光、咸丰年间因来京应试举子增加，乃逐步修建东馆、南馆、北馆等等。原先的会馆即被称为“贵州老馆”，与这些后建的会馆相区别。贵州老馆建筑宏伟，大门门楣上的匾是广顺县刘清所题，字体清秀。[1]后来，该馆改为“西单饭店”，留存至今的大门上方的石额题有金字“西单饭店”，上款为“甲申闰四月”（即1944年），下款为“张中英”。如今，此处已改为“长宫饭店”，在大门外添建门廊，上悬“长宫饭店”匾额。[2]贵州老馆作为“西单饭店旧址”被列为西城区普查登记文物。[3]
- 贵州新馆：位于西城区棉花胡同路北。为三进四合院。会馆为贵州来京人员寓居之所，后院曾为杨树宅。杨树，字珍林，贵州安顺人，同治六年中举人，后来多次在北京参加会试而不中，乃捐官内阁中书，后来历任山西省蒲州府、泽州府、太原府等知府。他撰写有《杨珍林自编年谱》，其中记述了八国联军占领北京的情况：“德兵初至颇骚扰，同乡殷子和诜，贵阳人，时在顺天候补知县，颇受其扰，来与余谋移居，因看校（轿）子胡同郧阳会馆并南横街贵州会馆俱不妥，二处均为美界……”截至1990年代，贵州新馆仍存在，已为民居。[1]
- 贵州西馆：位于西城区广安门内大街东端路北。馆内居住的大多是贵筑人，该馆又称“二贵会馆”。该馆原名“贵州会馆”，在所有贵州在京会馆中建筑时间最早，但后来因为樱桃斜街又建了贵州会馆，所以该馆改称“贵州西馆”。该会馆前面是江苏扬州会馆，对面是山西洪洞会馆。陈夔龙曾寓居该馆，直到光绪二十二年（1896年）被荣禄赏识，奉旨到天津查办，从天津回北京后，他便迁居顺天府署，后来又迁居北城的黑芝麻胡同。《北京近代教育记事》中也提到该会馆：“1898年4月12日，康有为与御史李盛铎等倡组保国会，……，4月15日在嵩云草堂召开第二次会议，4月19日在贵州会馆召开第三次会议。”[1]
- 贵州中馆：位于西城区樱桃斜街路南，是贵州老馆的附产。清朝咸丰、同治年间，鄭珍（字子尹）曾寓居在此（可见民国十七年贵州《改进日报》）。[1]
- 贵州南馆：位于西城区教场二条，多居住毕节、黔西、平远、大定等地人。[1]
- 贵州北馆：位于西城区教场六条，多居住普定、修文、黔东人。[1]
- 贵州东馆：位于东城区大江胡同。[1]
- 贵州会馆：位于西城区南横街。是清朝末年新建的会馆。占地面积大，共有四套四合院。戊戌变法时期，曾在此设有黔学堂，但仅有两个教室及简单设施。[1]